# Hugues Sambin

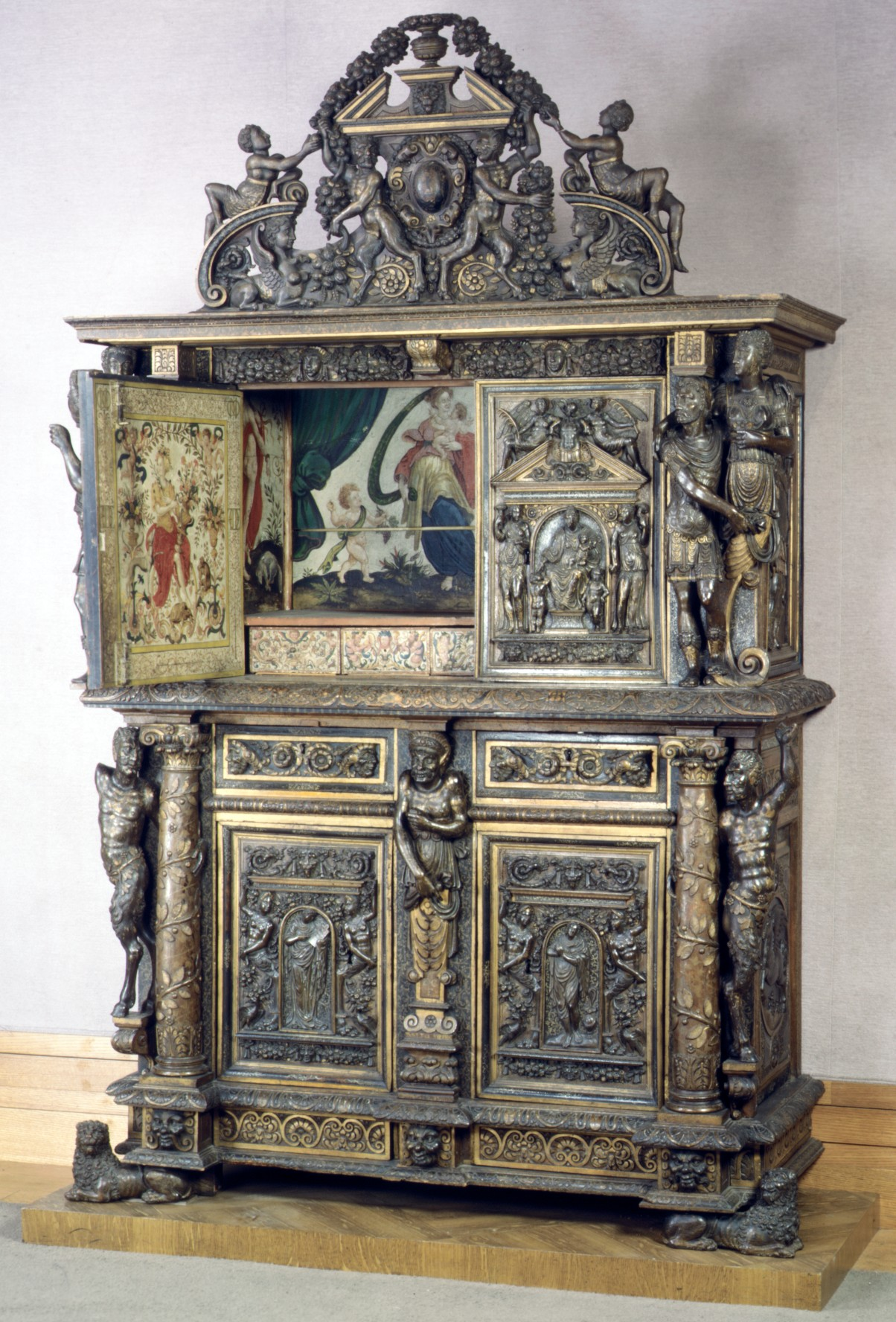

Hugues Sambin (ur. 1518, zm. 1601 w Dijon) – francuski snycerz, ebenista, dekorator oraz teoretyk sztuki, był aktywny głównie w Burgundii, zwłaszcza w Dijon, a także w Besançon.  W 1549 r. uzyskał tytuł mistrza stolarskiego. Jego twórczość wykazywała silne wpływy sztuki włoskiej, szczególnie Michała Anioła Buonarrotiego i Galeazza Alessiego. Twórczość Sambina jest bardzo różnorodna i bogata, zajmował się między innymi budowaniem dekoracji okolicznościowych, projektowaniem i wykonywaniem dekoracji wnętrz, mebli, drzwi, wykonywał także rzeźby architektoniczne. Był również czynnym architektem oraz teoretykiem sztuki, w tym zakresie jego najbardziej znaczącym dziełem jest wydany w Lyonie w 1572 r. wzornik Œuvre de la diversité des termes…  wydrukowany w  oficynie Jeana Duranta, poświęcony głównie motywom antropomorficznym. Masywne meble Sambina, wykorzystujące formy architektoniczne i bogatą dekorację figuralną i ornamentykę są uznawane za początek nowego stylu w tradycji meblarskiej Burgundii.
Ważniejsze dzieła:
- dawny Pałac Miejski w Besançon;
- portal z wyobrażeniem sceny Sądu Ostatecznego w kościele St-Michel w Dijon;
- ścianka oddzielająca kaplicę św. Ducha od reszty budynku sądu w Dijon.